# Garbanzol
Garbanzol es un flavanonol, un tipo de flavonoide. Se puede encontrar en la semilla de Cicer arietinum, en la raíz de Phaseolus lunatus y en la raíz de  Pterocarpus marsupium.